# Alamedilla-Guadahortuna
Alamedilla-Guadahortuna (hiszp. Estación de Alamedilla-Guadahortuna) – stacja kolejowa położona między Alamedilla i Guadahortuna, w Prowincji Grenada, we wspólnocie autonomicznej Andaluzja, w Hiszpanii. Na północ od stacji znajduje się słynny most kolejowy Puente del Hacho.

## Położenie stacji
Znajduje się na linii kolejowej Linares Baeza – Almería w km 104.854.

## Linie kolejowe
- Linia Linares Baeza – Almería